# كاسان
كاسان هي بلدة ومركز مقاطعة كاسان في ولاية قشقداريا في أوزبكستان.